# Circo de celebridades (serie de televisión estadounidense)
Circo de celebridades (en inglés: Celebrity Circus) es una versión estadounidense del reality show circo de celebridades basado en la serie de televisión portuguesa Circo das celebridades, que no debe confundirse con la serie de televisión australiana del mismo nombre que se emitió en 2005. El programa está producido por Endemol USA con Matt Kunitz como productor ejecutivo y Rick Ringbakk como coproductor ejecutivo.
El 13 de marzo de 2009 se confirmó que la serie había sido cancelada y no regresaría para una segunda temporada.

## Formato
El programa es presentado por Joey Fatone. Los jueces de la serie son el gimnasta olímpico Mitch Gaylord, la contorsionista Aurelia Cats y el coreógrafo Louie Spence, que también es juez de la versión británica.
Las celebridades están entrenadas para realizar diversos actos de circo y competir entre sí por puntos de los jueces y votos telefónicos del público en líneas premium o mediante votación en línea a través del sitio web oficial. Los actos se intercalan con bromas y vídeos de las sesiones de formación y entrevistas. Se combinan los dos puntajes, el 50% de los jueces votan y el 50% de los votos telefónicos, y la celebridad con el puntaje combinado más bajo es eliminada. 

## Temporada 1
NBC anunció la primera temporada del circo de celebridades el 18 de enero de 2008, El mismo día que ABC anunció que estaba en negociaciones para una reposición del circo de las estrellas El 8 de marzo de 2008, NBC anunció el calendario de verano de 2008 de la cadena con un estreno de dos horas el 11 de junio de 2008. Poco después, el 16 de abril de 2008, ABC anunció que la cadena decidió posponer una reposición de circo de las estrellas debido al estreno de circo de celebridades por parte de NBC.
NBC anunció más tarde que circo de celebridades tendría un estreno de noventa minutos el 11 de junio de 2008, en lugar de un estreno de dos horas. A partir del miércoles 18 de junio de 2008, circo de celebridades transmitirá episodios de una hora a las 9:00 p. m., hora del Este/Pacífico. NBC anunció el 23 de abril de 2008 que el presentador del programa sería el ex miembro de *NSYNC, Joey Fatone, con la participación original de Antonio Sabato, Jr., Blu Cantrell, Christopher Knight, Janet Evans, Jason "Wee Man" Acuña y Rachel Hunter. Una séptima celebridad, Stacey Dash, fue revelada el 9 de junio de 2008.
En la semana 3, Stacey Dash obtuvo los primeros 10. En la semana 4, Wee Man obtuvo el primer promedio de 10.
Blu Cantrell fue la primera concursante eliminada del programa el 18 de junio de 2008. Janet Evans fue la segunda concursante eliminada del programa el 25 de junio de 2008. Christopher Knight no fue eliminado el 2 de julio de 2008, pero se vio obligado a retirarse después de romperse nuevamente el brazo durante el ensayo (se lo había fracturado en la Semana 1).

### Famosos
Las celebridades que participan en el circo de celebridades son:
| Celebridad            | Famoso por                          | Semana de salida                                |
| --------------------- | ----------------------------------- | ----------------------------------------------- |
| Antonio Sábato Jr.    | Actor y modelo del Hospital General | Sexta semana (Final) - Ganador Julio16, 2008    |
| Blu Cantrell          | Cantautor                           | Segunda semana - Eliminado junio 18, 2008       |
| Cristóbal Knigth      | El actor de la Manojo de Brady      | Semana 4 - Withdrew Julio 2, 2008               |
| Janet Evans           | nadador olímpico de estilo libre    | Tercera semana - Eliminated Junio 25, 2008      |
| Jason "Pequeño" Acuña | Miembro del elenco de Jackass       | Sexta semana (Final) - 3er lugar julio 16, 2008 |
| Raquel Cazador        | supermodelo                         | 'quinta semana - eliminado julio 9, 2008        |
| Stacy Dash            | Actriz de cine y televisión         | sexta semana (Final) - 2do lugar julio16, 2008  |

### Eliminación
|                       | 1         | 2         | 3         | 4         | 5         | 6          |
| Celebridad            | Resultado | Resultado | Resultado | Resultado | Resultado | Resultado  |
| Antonio Sábato, Jr.   |           |           | Boton 2   | Bottom 4  | Bottom 2  | Ganador    |
| Stacy Dash            |           |           |           | Bottom 2  | Bottom 3  | Subcampeón |
| Jason "Wee Man" Acuña |           | Bottom 3  | Bottom 3  | Bottom 3  |           | 3er lugar  |
| Raquel Cazador        |           | Bottom 2  |           | Bottom 2  | Eliminado | Eliminado  |
| Cristóbal Caballero   |           | Bottom 4  |           | se retiró | se retiró | se retiró  |
| Janet Evans           |           |           | Eliminado | Eliminado | Eliminado | Eliminado  |
| Blu Cantrell          |           | Eliminado | Eliminado | Eliminado | Eliminado | Eliminado  |